# Понтус Янссон
Понтус Янссон (швед. Pontus Jansson, нар. 13 лютого 1991, Арльов) — шведський футболіст, захисник клубу «Брентфорд» та національної збірної Швеції.

## Клубна кар'єра
Народився 13 лютого 1991 року в місті Арльов. Розпочав займатись футболом в команді «Арльовс» з рідного міста, з якої 2006 року потрапив в академію «Мальме».
Не пробившись до основної команди у 2009 році для отримання ігрової практики він на правах оренди виступав за «ІФК Мальме» у четвертому за рівнем дивізіоні країни. Після повернення з оренди, 14 вересня, в матчі проти «Юргордена» Понтус дебютував за «Мальме» у Аллсвенскан лізі. 15 травня 2010 року в поєдинку проти «М'єльбю» він забив свій перший гол за «Мальме». У тому ж сезоні Янссон допоміг клубу виграти національний чемпіонат. У 2013 році він вдруге з командою став чемпіоном Швеції, а також завоював Суперкубок Швеції. Всього за рідну команду провів п'ять з половиною сезонів, взявши участь у 98 матчах чемпіонату.
Влітку 2014 року Понтус на правах вільного агента перейшов у італійський «Торіно». 19 жовтня у матчі проти «Удінезе» він дебютував у італійської Серії A. 30 квітня 2016 року в поєдинку проти того ж «Удінезе» Янссон забив свій перший гол за «Торіно». Dcmjuj відіграв за туринську команду лише 16 матчів в національному чемпіонаті, так і не ставши основним гравцем.
Влітку 2016 року Янссон на правах оренди перейшов у англійський «Лідс Юнайтед». 10 вересня в матчі проти «Гаддерсфілд Таун» він дебютував у Чемпіоншипі. 5 листопада в поєдинку проти «Норвіч Сіті» Понтус забив свій перший гол за «Лідс Юнайтед». Після закінчення терміну оренди Янссон залишився в «Лідсі», уклавши з клубом контракт на три роки.
8 липня 2019 Янссон підписав 3-річний контракт з «Брентфордом».

## Виступи за збірні
2007 року дебютував у складі юнацької збірної Швеції, взяв участь у 19 іграх на юнацькому рівні, відзначившись 3 забитими голами.
Протягом 2011—2012 років залучався до складу молодіжної збірної Швеції. На молодіжному рівні зіграв у 15 офіційних матчах, забив 1 гол.
18 січня 2012 року дебютував в офіційних іграх у складі національної збірної Швеції в товариському матчі проти збірної Бахрейну (2:0).
У травні 2016 був включений до заявки збірної для участі у фінальній частині чемпіонату Європи 2016 року у Франції, а через два роки поїхав і на чемпіонат світу 2018 року у Росії. У травні 2021 був включений до заявки збірної на чемпіонат Європи 2020 року
Наразі провів у формі головної команди країни 27 матчів.

## Статистика виступів

### Статистика клубних виступів
| Сезон              | Команда            | Чемпіонат          | Чемпіонат | Чемпіонат | Національний кубок | Національний кубок | Національний кубок | Континентальні кубки | Континентальні кубки | Континентальні кубки | Інші змагання | Інші змагання | Інші змагання | Усього | Усього |
| Сезон              | Команда            | Ліга               | Ігор      | Голів     | Ліга               | Ігор               | Голів              | Ліга                 | Ігор                 | Голів                | Ліга          | Ігор          | Голів         | Ігор   | Голів  |
| ------------------ | ------------------ | ------------------ | --------- | --------- | ------------------ | ------------------ | ------------------ | -------------------- | -------------------- | -------------------- | ------------- | ------------- | ------------- | ------ | ------ |
| 2009               | «Мальме»           | A                  | 2         | 0         | КШ                 | 0                  | 0                  | -                    | -                    | -                    | -             | -             | -             | 2      | 0      |
| 2010               | «Мальме»           | A                  | 18        | 1         | КШ                 | 2                  | 0                  | -                    | -                    | -                    | -             | -             | -             | 20     | 1      |
| 2011               | «Мальме»           | A                  | 15        | 2         | КШ                 | 2                  | 0                  | ЛЧ + ЛЄ              | 6+5                  | 1+0                  | -             | -             | -             | 28     | 3      |
| 2012               | «Мальме»           | A                  | 30        | 1         | КШ                 | 0                  | 0                  | -                    | -                    | -                    | -             | -             | -             | 30     | 1      |
| 2013               | «Мальме»           | A                  | 24        | 1         | КШ                 | 4                  | 0                  | ЛЄ                   | 6                    | 0                    | -             | -             | -             | 34     | 1      |
| 2014               | «Мальме»           | A                  | 9         | 1         | КШ                 | 5                  | 0                  | ЛЧ                   | 0                    | 0                    | -             | -             | -             | 14     | 1      |
| Усього за «Мальме» | Усього за «Мальме» | Усього за «Мальме» | 98        | 6         |                    | 13                 | 0                  |                      | 17                   | 1                    |               | -             | -             | 128    | 7      |
| 2014–15            | «Торіно»           | A                  | 9         | 0         | КІ                 | 1                  | 0                  | ЛЄ                   | 6                    | 0                    | -             | -             | -             | 16     | 0      |
| 2015–16            | «Торіно»           | A                  | 7         | 1         | КІ                 | 2                  | 0                  | -                    | -                    | -                    | -             | -             | -             | 9      | 1      |
| Усього за «Торіно» | Усього за «Торіно» | Усього за «Торіно» | 16        | 1         |                    | 3                  | 0                  |                      | 6                    | 0                    |               | -             | -             | 25     | 1      |
| 2016–17            | «Лідс Юнайтед»     | Ч (ІІ)             | 21        | 3         | КА+КЛ              | 1+1                | 0+0                | -                    | -                    | -                    | -             | -             | -             | 23     | 3      |
| Усього за кар'єру  | Усього за кар'єру  | Усього за кар'єру  | 136       | 9         |                    | 18                 | 0                  |                      | 23                   | 1                    |               | -             | -             | 177    | 10     |

## Досягнення
«Мальме»
- Чемпіон Швеції (3): 2010, 2013, 2023
- Володар Суперкубка Швеції: 2013
- Володар Кубка Швеції: 2023–24[15]